# Guido Cafmeyer
Guido Cafmeyer (Torhout, 1924 - 1994) was een Belgisch toneel- en stoetenregisseur.

## Levensloop
Guido Cafmeyer was een zoon van Michel Cafmeyer en Albertina Blondeel. Hij trouwde met Maria Luyssaert (1913-1999). 
Hij was oorspronkelijk banketbakker. Bij de dood van zijn vader in 1940 onderbrak hij zijn studies aan het Sint-Jozefsinstituut in Torhout en ging in de leer voor banketbakker. Zijn vader was een groot toneelliefhebber en toen hij zes was kreeg Guido een eerste rolletje. Hij werd tevens amateur-acteur in Toneelkring Sint Rembert en werd er in 1949 voorzitter en regisseur.
In 1949 schreef hij zich in aan het conservatorium in Gent. Vanaf twee uur 's nachts tot de middag was hij bedrijvig in de bakkerij en trok dan per trein naar Gent, om tegen eenentwintig uur weer thuis te komen. Hij verliet de school in 1954 als laureaat voordracht en toneel. 
Het Sint-Jozefsinstituut in Torhout bood hem twee lesuren aan, vanaf 1958 zestien uren en vanaf 1959 een volledige lesrooster, in dictie en voordracht. Dit was het einde van Cafmeyer als banketbakker.
In 1959 speelde hij met groot succes de hoofdrol in Koning Oedipus. Hij kreeg voortaan regieopdrachten vanwege het provinciebestuur en leidde de Torhoutse Toneelkring Sint Rembert naar de categorie 'Uitmuntendheid'. 
De kring werd tot vijftienmaal prijswinnaar bij het Landjuweel. Onder de leiding van Cafmeyer werd de kring viermaal de eerste in de rangschikking voor het Landjuweel.
Guido Cafmeyer is de vader van de leraar dictie en toneel- en stoetenregisseur Bart Cafmeyer (°1956) (Kattenstoet, Ieper) en de grootvader van actrice Maaike Cafmeyer.

## Realisaties

### Toneel
In 1949 regisseerde Cafmeyer voor het eerst bij Sint-Rembert. Het werd Patsy, waarbij het uitsluitend mannengezelschap voor het eerst gemengd werd.
Talrijke toneelstukken werden onder zijn regie door Sint-Rembert opgevoerd:
- Ketty liegt nooit (1950)
- Onder één dak (1950)
- Negentien jaren (1951)
- Een inspecteur voor u (1951)
- Christine Lafontaine (1952)
- Peegie (1952)
- Kermisvolk op Kerstmis (1953)
- Dolle Hans (1954)
- Mevrouw Pilatus (1954)
- Tien kleine negertjes (1955)
- De klucht van de  brave moordenaars (1955)
- De derde dag (1956)
- De mooiste ogen  van de wereld (1956)
- De laatste op het schavot (1957)
- Zo is vader (1959)
- De geschiedenis van een kassier (1959)
- Glazen speelgoed (1960)
- De engel van het pandjeshuis (1960)
- Ons stadjes (1961)
- Arsenicum en oude kant (1962)
- De derde dag (1962)
- De dag van Talavera (1963)
- Mijn geweten en ik (1963)
- Dood van een handelsreiziger (1964)
- Dokter Knock (1965)
- Pas op dat je geen woord zegt (1966)
- Jonkvrouw Edelwater (1967)
- Het systeem Fabrizzi (1967)
- Een geur van bloemen (1968)
- Yerma (1969)
- Stuur me geen bloemen (1970)
- Vrijdag (1971)
- De familie Tot (1972)
- Reinaert de Vos (1973)
- Alles voor de tuin (1974)
- August, August, August (1975)
- Het reservaat (1977)
- Harten twee, harten drie (1977)
- De dag dat de paus ontvoerd werd (1978)
- Liefde (1980)
- Lucien en Martine (1981)

Cafmeyer voerde ook de regie voor toneelgroepen in onder meer  De Panne, Knokke, Meulebeke en Roeselare.

### Stoeten en processies
- Heilig Bloedprocessie, Brugge. Bij de grondige vernieuwing van de processie in 1958 werd Cafmeyer regisseur, met als geestelijke inspirator Arthur Camerlinck, rector van de basiliek.
- Zeewijding, Oostende
- Credostoet, Torhout
- Openluchtspel, Blankenberge

## Eerbetoon
In 1984 werd hem de Torhoutse Gouden Feniks toegekend, voor zijn prestaties als lesgever dictie en taalgebruik, stoetenbouwer, lid-regisseur-voorzitter van de Toneelkring St.-Rembert, waarmee hij menigmaal het Koninklijk Landjuweel won.